# Línguas da Suíça

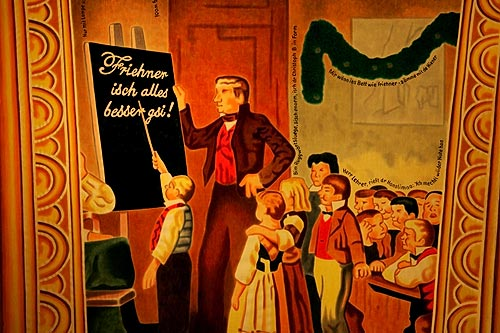
Inscrição em suíço-alemão

A questão das línguas da Suíça é uma problemática cultural e de política central da Suíça. O alemão, o francês, o italiano e o romanche são as quatro línguas nacionais faladas na Suíça; as três primeiras em uso oficial na Confederação Suíça,  o romanche usado em dois cantões.

## QuatroSuíças
O plurilingualismo enraizado no país é um resultado histórico de sua ligação de neutralidade e da vontade política às quais se fundem os cantões.
Apesar de pequeno, o território suíço possui quatro zonas linguísticas, onde a língua maioritária determina o idioma usado, e assim se fala da Suíça alemã, a Suíça romanda e a Suíça italiana, e se bem que não seja designada como tal, há o que se poderia chamar uma Suíça romanche.
A Constituição Federal fixa quatro princípios: igualdade das línguas, liberdade dos cidadãos em escolher a língua, territorialidade das línguas e a proteção às línguas minoritárias.
Devido ao princípio da territorialidade, as fronteiras linguísticas são fixadas pelos cantões, muitos dos quais são multilíngues. Esta linguagem corrente surgiu no século XIII, e permaneceu quase inalterada.

## Röstigraben
Röstigraben é o nome dado à fronteira linguística e cultural entre o alemão e o francês, que tem suas raízes na história.
Desde os Waldstätte em 1291, a Confederação era completamente germanófona inicialmente, com muitos dialetos germano-suíços, mas logo depois do século XV, ela conhece uma extensão da sua esfera de influência ao sul do Alpes em uma região de língua italiana, depois, para oeste, numa região de língua francesa. O alemão ainda é dominante, mas o francês é avaliado ao abrigo do Antigo Regime pelo prestígio da cultura francesa e as relações entre França e Suíça. No século XIX, enquanto a República Helvética prevê o reconhecimento formal da igualdade das línguas, o Estado federado de 1848 adota alemão, francês e italiano como línguas nacionais.
Hoje, cerca de 64% da população é germanófona e fala um de muitos dialetos alemão-suíço ou "Schwyzerdütsch". O francês, falado por cerca de 20% da população, é empregado apenas em regiões ocidentais. O italiano representa cerca de 6% da população, principalmente a sul dos Alpes, e o romanche está em declínio lento (-15% desde dez anos) e inferior a 40 mil falantes.
O italiano e romanche, uma pequena minoria, são apoiados pelo governo federal. Finalmente, devido à forte imigração, cerca de 9% da população residente fala uma língua estrangeira como um idioma principal não nacional.

## História das línguas da Suíça

### Origens da clivagem linguística

Reino da Borgonha no século XV

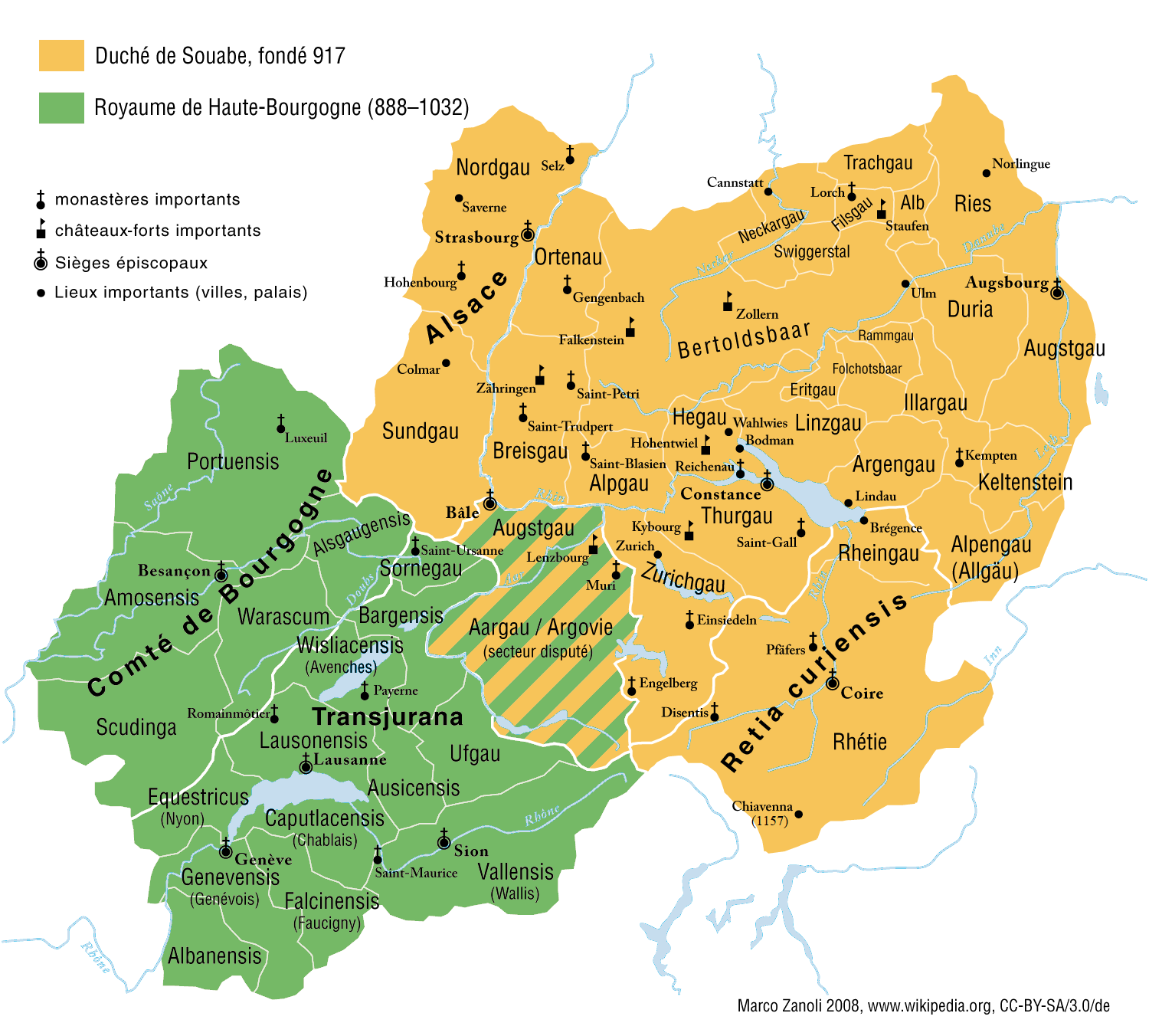
Borgonheses e Alemães depois do ano 1000

A partir do século I a.C. ao século IV, o território da Helvétia estava sob dominação do Império Romano. O uso do latim tornou-se generalizado. Todas as mensagens são realmente encontradas em latim, uma indicação de que a língua se espalhou não só no governo, mas na vida de cada dia. Mas a partir do final do terceiro século, as primeiras incursões bárbaras repeliram a população romana para o sul, e o território foi finalmente ocupado por dois povos em guerra permanente contra os outros: a oeste os borgonheses, a partir do século VI, e os alemães a leste [6].
Na sua instalação na Helvétia, a oeste da Suíça hoje, em cerca de 443, os borgonheses conheciam o latim: muitos deles eram bilíngues e falavam latim. Abandonando a sua língua materna após o ramo germânico Oriente ter sido extinto, adotam o idioma local, que vai mudando gradualmente para gerar o "Arpitan", que já foi suplantado pelo francês, embora eles ainda falem essa linguagem em alguns municípios em "Romandie".
Para o leste da Suíça, hoje, as línguas germânicas do reino alemão deram origem a dialetos alsacianos.
A Arqueologia e a Toponomia possibilitaram o acompanhamento do progresso das colônias alemãs no planalto suíço a partir do século VI. Enquanto as línguas românicas desapareciam lentamente para o leste do Aare, os alemães atingiam, durante o século VII, a terra do sudeste do rio Aare para os lagos de Thun e Brienz. Eles então voltar os vales de Bernese Oberland (vale do Simmen e Kander). A linguagem limite no planalto central suíço aos poucos; percorriam a pé do Jura, seguiam a linha Murten - Freiburg, o espaço entre o Aare e Sarine deixando vestígios, no século VII, da língua que persiste até hoje.
A fronteira linguística é conjunta e muda apenas ligeiramente. A inserção do reino de Borgonha no Sacro Império em 1032 e fundação da cidade de Freiburg por Zähringen em 1157 ampliou o uso do alemão. Existiram apenas algumas alterações locais envolvidas nos séculos seguintes e durante as guerras da Borgonha ou de reforma.
Valais, na parte montante do vale do Ródano foi ocupada, em torno de mil anos, por um grupo de alemães da Bernese Oberland, Walser. Assim, os limites da linguagem separavam a Valais-Alta Germanófon e Valais-Baixa francesa.

## Imigrações na Récia. Influência romana e germânica
Os réticos estabeleceram-se entre os Grisons atuais, no Tirol e uma parte na Lombardia, local conquistado pelos romanos entre 15 aC e o ano 400. Ao travarem contato com o latim, as línguas réticas indígenas geraram uma variante rética do latim vulgar, chamado de "réto-romano", o dialeto romanche. A difusão do romanche se estendeu ao norte, do lago de Walenstadt ao lago de Constança. A chegada de povos germânicos a partir da Idade Média veio reforçar o uso do romanche naquela região.
Na Idade Média, a Récia era o centro de muitos movimentos de imigração; sua população dobra entre os séculos VI e XIV. A partir do século IX, sob governo de Carlos Magno, faz parte do Santo Império. Um conde germânico se instala na região e graças a isso reforça-se a presença de línguas germânicas. Após o incêndio de Coire, em 1464 e sua reconstrução por artesãos germófonos, a germanização da cidade e da região se completa. Entre os séculos XII e XV, os "Walser", do Valais Superior, colonizam  os povoados escassos do norte e da região central de Grisons, criando sua língua própria língua, o "Walser". Moradores de vales abertos ao sul dos Alpes como Puschlav e dialetos Val Mesolcina falam dialetos lombardos.

### Confederação suiça

#### O crescimento da Confederação (1291 - 1481)
Nascida no final do século XIII, a Suíça era formada lentamente, a partir do Waldstätten e da III Confederação dos cantões. Desde 1291 até 1481, a Confederação desenvolveu-se apenas nas regiões germófonas, para formar a VIII Confederação dos cantões, com os Cantões de Lucerna, Zurique, Glarus, Zug e Berna). Embora também germanófonas, a cidade de Berna está localizado mais a oeste no território da Borgonha, entre a zona de influência de Habsburgo, e Saboia. A cidade que dominava o oeste do platô suíço, Berna tem um sistema de alianças com Bienna, Soleure, Friburgo e Neuchâtel, e cobiça as áreas francófonas de Vaud para garantir os limites naturais de seu território entre Jura e o Lago de Genebra.
O primeiro território não germanófono é formado de oradores italiano. O Uri, que controla a estrada de acesso ao norte de Gotthard, também quer o controle de acesso para o sul. Em 1403, Uri e os Obwalden geram uma uma rebelião em Léventine contra a Ducado de Milão, proprietário da região a vencer pela primeira vez Léventine, que se tornou o primeiro país no confederados, seguidos por Vallemaggia, Val Verzasca e Bellinzone. O Tratado de 1403 com Uri e Obwalden foi escrito em alemão.
Para o oeste, na Guerra de Borgonha em 1475, Berna e Friburgo vencem pela primeira vez os territórios francófonos do Valais Superior (aliados dos confederados).
Em 1481, a Confederação é consideravelmente grande e se desenvolve de maneira plurilinguística, com as possessões italófonas ao Sul de Gothard, as ligações com três línguas romanches e das possessões francófonas com o Pays de Vaud, o Bas-Valais, mas também os territórios no Cantão de Jura, que eram posse de Bienna e da Diocese de Basileia. Friburgo torna-se o primeiro cantão francófono a entrar na Confederação.

#### A Influência francesa (1481 - 1798)

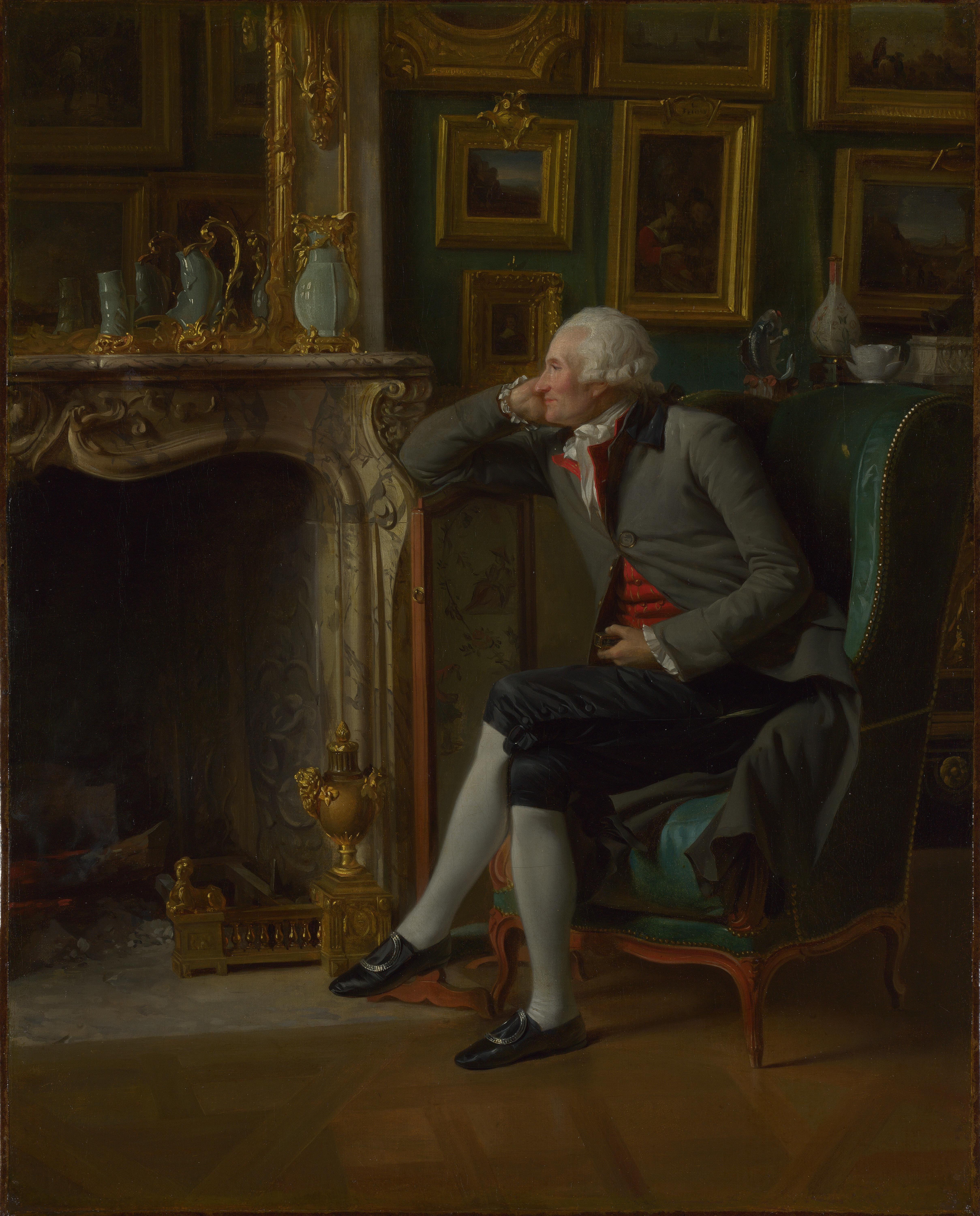
Pierre Victor de Besenval de Brünstatt, barão de Besenval, escritor, cortesão e militar suíço à serviço da França, pintura de Henri-Pierre Danloux, 1791, óleo sobre tela, 46,5 x 37 cm, Londres, National Gallery.

De Luís XI à Luís XVI, os mercenários suíços serviam os reis da França. Se Luís XI empregasse somente mercenários germanófonos, os Romanches se tornariam a maioria. A partir do século XVII, os franceses se impuseram na Europa e mesmo os mercenários germânicos começaram a falar francês, o que ajudou a desenvolver o uso do francês na Suíça.
Nos séculos XVII e XVIII, os laços entre a França e Suíça foram fortes e o prestígio da cultura francesa valorizou o Oeste da Suíça. As cidades ao longo da fronteira linguística cultivaram relações com o mundo francófono: as famílias ricas bernesas eram francófilas, falando uma mistura de francês e um dialeto de Berna. Nas cidades de Berna, Friburgo e Solothurn, entre as pessoas de uma determinada categoria, o francês era o mais usado. Na Suíça central, a influência se restringe ao uso de algumas palavras em francês, como uma substituição de algumas palavras suíço-alemãs.
No século XVIII, as escolas privadas, frequentadas por suíços germanófonos que cultivavam a arte de viver à francesa, se desenvolveram em Genebra, Lausanne e Neuchâtel. No século XVII, já havia se desenvolvido o intercâmbio de jovens entre as famílias alemãs e as do oeste da Suíça.

#### Da igualdade de línguas e o domínio da língua alemã (1798 - 1848)
Até o final do século XVIII, o alemão era considerado como a única língua da Confederação. A República Helvética entre 1798 e 1803 prevê o reconhecimento formal da igualdade das línguas e dos cidadãos. Indivíduos que pretendiam permanecer em Vaud e Ticino iriam integrar a República Helvética. Em 29 de Abril de 1798), os conselhos legislativos publicaram as leis e decretos em Francês e Alemão. Em julho de 1798, o cantão de língua italiana de Tessino, com Lugano e Bellinzona, aderiu à República, e o italiano passou também a ser reconhecido como língua nacional.
Com o Ato de Mediação, entre 1803 e 1813, a Suíça fica sujeita à França e se organiza como uma entidade federal, o que concede mais direitos para os municípios. Dezenove cantões compõem o país; somente Vaud e Tessin não são germanófonos. Apesar das normas, o alemão domina claramente, os Grisons e os Friburgenses utilizam maioritariamente este idioma.
Entre 1815 e 1830, a "Restauração" vê os 22 cantões soberanos unidos por um pacto. Esta nova Confederação compreende os cantões latinos ou multilíngues (Genebra, Vaud, Neuchâtel, Friburgo, Berna, Valais, Tessino e Grisons), o alemão continua a língua privilegiada do país, em reação à preponderância do francês na antiga República Helvética. Nesta época, qualquer um poderia usar a língua de sua própria escolha mas as decisões eram publicadas exclusivamente em alemão.
A criação de instituições militares federais, como a Escola Militar Central Federal de Thoune, e da criação de numerosas sociedades de estudantes contribuiu para a ascensão de um sentimento nacionalista e forneceu a estas pessoas provenientes de diversas regiões linguísticas diferentes de se unirem. Além disso, as elites protestantes dos cantões de Genebra, Vaud, Neuchâtel e Jura bernesa começam a se interessar pela cultura alemã. O francês é introduzido nos programas escolares da Suíça alemã, na Basileia, a partir de 1817. A Suíça romanche ocupa doravante um lugar importante nos aspectos econômico e cultural, criando um certo equilíbrio entre os Germânicos e os Romanches.

#### O Estado Federal plurilíngue de 1848
Em 1847, a Guerra Civil de Sonderbund opôs os cantões católicos e protestantes. Os cantões romanches se dividiram entre as duas facções relacionadas à sua convicção religiosa e não tendo nenhuma influência linguística; os soldados de todos os países que agruparam pela mesma causa, preservaram a língua do seu próprio país de origem. A rápida vitória das forças federais permitiu a criação de um estado democrático e progressista.
O problema das línguas não era o tema central do novo estado. Segundo o artigo 109 da constituição de 1848, as três principais línguas faladas na Suíça, alemão, francês e italiano eram as línguas nacionais da Confederação. Estas três línguas se tornaram oficial de maneira igualitária.
O Primeiro Conselho Federal refletiu esta composição de vários idiomas já que era composto de cinco Germanófonos, um Romanche e um de Tessin. Apesar disso, o Estado Federal de 1848, continuou com sua própria estrutura e utilizou as três línguas: a tendência é a da centralização de funções públicas sobre o plano nacional.
Foi necessário esperar até abril de 1999 para que uma nova constituição retratasse o tema da preservação da diversidade linguística e cultural e a adoção de novos artigos dedicado à linguística. Assim o romanche foi alçado a língua nacional (artigo 4), os cantões determinariam as suas línguas oficiais levando em consideração as minorias autóctonas (artigo 70.2), a Confederação e os cantões encorajam a compreensão e as mudanças entre comunidades linguísticas (artigo 70.3), a Confederação apóia os cantões plurilíngues em seus assuntos particulares (artigo 70.4) e apóia as medidas para promover e salvaguardar o italiano e o romanche (artigo 70.5).

## Línguas nacionais e línguas oficiais
No nível federal, distinguem-se as línguas nacionais, que são línguas utilizadas na Suíça, das línguas oficiais, que são as utilizadas nos relatórios à Confederação ou aos cantões.
As quatro línguas nacionais são o alemão (não o alemão suíço), maioritária, e três línguas latinas minoritárias: o francês, o italiano e o romanche.
As línguas oficiais são o alemão, o francês e o italiano. Pelo artigo 70 da Constituição Federal de 1999, o romanche é parcialmente uma língua oficial que é utilizada nos relatórios da Confederação cujos leitores falam o romanche, portanto, é uma língua oficial regional restrita ao cantão de Grisons.

### Os princípios
Os quatro grandes princípios inscritos na Constituição da Suíça são:
- igualdade de idiomas;
- liberdade dos cidadãos em escolher a língua;
- territorialidade das línguas;
- proteção das línguas minoritárias.

As três línguas oficiais são iguais em direitos, ao nível federal, desde 1848. De acordo com o segundo princípio, os cidadãos tem a liberdade de escolher o seu idioma, contudo o princípio da territorialidade é primordial, pois é ele quem estabiliza as zonas linguísticas. Quanto ao romanche, fortemente minoritário, tem visto seu território diminuir com o passar do tempo. Graças ao seu estatuto de língua regional e ao quarto princípio, o italiano e o romanche recebem o apoio da Confederação, que encoraja as mesmas serem utilizadas em Grisons e Tessino.

### As línguas da administração federal
Na Assembleia Federal Suíça, os deputados podem em princípio, se exprimir com a língua nacional de sua escolha. Os germanófonos são a maioria, daí o alemão ser a língua mais utilizada. Os italófonos escolhem o alemão ou o francês e os francófonos utilizam principalmente o francês. O romanche quase não é utilizado. Um sistema de tradução simultânea existe para o alemão, francês e italiano.
Os textos legislativos federais são normalmente promulgados e publicados simultaneamente em alemão, francês e italiano; qualquer versão linguística é considerada como texto original, o que pode causar algumas confusões jurídicas. De fato, os textos são redigidos cerca de 80% em alemão e depois traduzidos em francês e italiano. Algumas leis também são traduzidas em romanche.
Embora os editais de licitação federais devam ser emitidos em dois idiomas nacionais, os documentos técnicos que os acompanham geralmente são fornecidos apenas em alemão.
O francês federal é o estilo usado nos textos administrativos, que, mal traduzidos, traem os substratos germânicos. De fato, as traduções do alemão, os documentos oficiais procuram ser o mais fiéis ao original. Isso gera uma redação conturbada de um jurismo fechado e mal adaptado à língua francesa.
Embora a administração da Berna deferal seja trilíngue, às vezes, quadrilíngue, e responda aos cidadãos na língua nacional utilizada pelos mesmos, a administração federal descentralizada utiliza exclusivamente a ou as línguas do cantão segundo o princípio da territorialidade. Em 2003, o Conselho Federal editou um valor de referência de representação para qualquer uma das línguas nacionais, baseado na proporção das línguas maternas faladas pela população residente de nacionalidade suíça; e baseou estes valores na comparação da porcentagem de empregados da administração federal, os censuístas do programa nacional de senso, sobre a diversidade das línguas e competências linguísticas na Suíça, e foi demonstrado no relatório final, uma sub-representação da Suíça romanche (19,9% dos funcionários contra mais de% de pessoas da comunidade) e sob-representação da Suíça italiana (6,5% contra 4,4% da comunidade).